# Астат
| 85             | Астат |
| At(210)        |       |
| 4f145d106s26p5 |       |

Аста́т (химический символ — At, от лат. Astatium) — радиоактивный химический элемент 17-й группы (по устаревшей классификации — главной подгруппы седьмой группы, VIIA) шестого периода периодической системы химических элементов Д. И. Менделеева с атомным номером 85.
Молекула астата, по всей видимости, двухатомная (формула At2). Квантовомеханические расчёты из первых принципов предсказывают, что в конденсированном состоянии астат состоит не из молекул диастата, а образует металлический кристалл, в отличие от всех более лёгких галогенов, образующих при нормальном давлении молекулярные кристаллы из молекул димеров Hal2.
Астат — самый редкий природный элемент периодической системы, поэтому он был синтезирован искусственно до того, как обнаружен в природе. Во всей земной коре его насчитывается не более 1 грамма. Из-за сильной радиоактивности его не удаётся получить в макроскопических количествах, достаточных для глубокого изучения его свойств.

## История
Предсказан (как «эка-иод») Дмитрием Менделеевым в 1898 году. «Можно, например, сказать, что при открытии галоида Х с атомным весом, большим, чем иод, он всё же будет образовывать КХ, КХО3 и т. п., что его водородное соединение НХ будет газообразным, очень непрочной кислотой, что атомный вес будет …215».
В 1931—1943 годах были сделаны многочисленные попытки обнаружить элемент № 85 в природе. Он мог быть спутником иода, продуктом α-распада франция или β-распада полония, поэтому его пытались найти в иоде, морской воде, продуктах распада изотопов радия и радона, монаците, урановой смоляной руде, минералах железа и платины. В 1931 году Ф. Аллисон с сотрудниками (Алабамский политехнический институт) сообщили об открытии этого элемента в монацитовом песке и предложили для него название «алабамий» (Ab), однако этот результат не подтвердился. Вплоть до 1943 года появлялись публикации об обнаружении элемента в природе, и он последовательно получал названия дор, декин, гельвеций (в честь Гельвеции — древнего названия Швейцарии), англогельвеций, лептин (от др.-греч. λεπτός — слабый, шаткий). Все эти открытия также оказались ошибочными.
Впервые астат был получен искусственно в 1940 году Д. Корсоном, К. Р. Маккензи и Э. Сегре (Калифорнийский университет в Беркли). Для синтеза изотопа 211At они облучали висмут альфа-частицами. В 1943—1946 годах изотопы астата были обнаружены в составе природных радиоактивных рядов (см. ниже). Название элемента произошло от др.-греч. ἄστατος — неустойчивый. В русской терминологии элемент до 1962 года назывался «астатин».

## Нахождение в природе
Астат является наиболее редким элементом среди всех, встречающихся в земной природе. Его суммарное содержание в земной коре в равновесии с родительскими радионуклидами не превышает одного грамма. В поверхностном слое земной коры толщиной 1,6 км содержится всего 70 мг астата. Постоянное присутствие астата в природе связано с тем, что его короткоживущие радионуклиды (215At, 218At и 219At) входят в состав радиоактивных рядов 235U и 238U. Скорость их образования постоянна и равна скорости их радиоактивного распада, поэтому в земной коре содержится практически постоянное равновесное количество изотопов астата.

## Получение
Астат получают только искусственно. В основном изотопы астата получают облучением металлических висмута или тория α-частицами высокой энергии с последующим отделением астата соосаждением, экстракцией, хроматографией или дистилляцией.
На современных ускорителях можно было бы получить («наработать») несколько десятков нанограмм элемента, однако с такими образцами невозможно было бы работать ввиду огромной его радиоактивности — 2000 Ки/мг, и при молярных концентрациях элемента происходило бы вскипание исследуемых растворов и интенсивный радиолиз воды.

## Физические свойства
Ввиду малого количества доступного для изучения вещества физические свойства этого элемента плохо изучены и, как правило, построены на аналогиях с более доступными элементами.
Астат — твёрдое вещество сине-чёрного цвета, по внешнему виду похожее на иод. Для него характерно сочетание свойств неметаллов (галогенов) и металлов (полоний, свинец и другие). Как и иод, астат хорошо растворяется в органических растворителях и легко ими экстрагируется. По летучести немного уступает иоду, но также может легко возгоняться.
Температура плавления — 503 K (230 °C), кипения (возгонки) 575 K (302 °C) (по другим источникам — 244 °С и 309 °С соответственно).

## Химические свойства
По химическим свойствам астат близок как к иоду (проявляет свойства галогенов), так и к полонию (свойства металла).
Астат в водном растворе восстанавливается диоксидом серы SO2; как и металлы, он осаждается даже из сильнокислых растворов сероводородом (H2S). Вытесняется из сернокислых растворов цинком (свойства металла).
Как и все галогены (кроме фтора), астат образует нерастворимую соль AgAt (астатид серебра). Он способен окисляться до состояния At(V), как и иод (например, соль AgAtO3 идентична по свойствам AgIO3).
Астат реагирует с бромом и иодом, при этом образуются межгалогенные соединения — иодид астата AtI и бромид астата AtBr.
Оба эти соединения растворяются в тетрахлорметане СCl4.
Астат растворяется в разбавленной соляной и азотной кислотах.
При действии на водный раствор астата водородом в момент реакции образуется газообразный астатоводород HAt. Однако ввиду одинаковой электроотрицательности водорода и астата астатоводород крайне неустойчив, а в водных растворах существуют не только протоны, но и ионы At+, чего нет у всех других галогеноводородных кислот.
С металлами астат образует соединения, в которых проявляет степень окисления −1, как и все остальные галогены (NaAt — астатид натрия). Подобно другим галогенам, астат может замещать водород в молекуле метана до получения астатметана CH3At.
В растворах сильных кислот (1—6М) в присутствии дихромат-иона (1—5мМ) астат находится в виде однозарядного катиона, что доказано движением его к катоду при электромиграции, его поведением на монофункциональных сульфокатионитах, а также полным соосаждением с труднорастворимыми солями одновалентных катионов фосфорновольфраматами, дихроматами, йодатами). По ряду химических свойств астат подобен тяжёлым одновалентным катионам, например, таллию и цезию. Однозарядный катион астата представляет собой аквакомплекс одновалентного астата или протонированную астатноватистую кислоту — [At(H2O)]+. Рассчитанная по экспериментальным данным константа депротонирования (Кdp): [ Аt(ОН2)]+ ↔АtОН + Н+, равна (7,6±3)·10−5 .
Путём окисления астата дифторидом ксенона в щелочном растворе было получено соединение семивалентного астата — перастатат-ион, который изоморфно сокристаллизуется с солями перйодата калия и цезия. Синтезированы элементоорганические соединения астата, типа RAtCl и RAtO (где R — фенильный или паратолильный радикал), в которых он существует в валентных состояниях +3 и +5. Синтезированы астатид алкилы нормального и разветвленного строения с числом атомов углерода до 5. Получены астатиды циклических углеводородов, астатбензол, астаттолуол, орто-, мета- и параизомеры фтор- и хлорастатбензолов; изомеры астатнитробензола, и астатанилина, астаттирозин, этиленастатгидрин, астаталлил, изомеры астатбензойной кислоты и изомеры астаттрифторметилбензола, астатуксусная кислота.
Для органических производных астата определение физико-химических свойств классическими методами неприемлемо ввиду его предельно низкой концентрации. Для этих целей с успехом была использована газожидкостная хроматография с привлечением метода сравнительных расчетов. Физико-химические характеристики органических соединений астата определяют по зависимости свойств аналогичных галогенпроизводных от их величины газохроматографического удерживания (индекса удерживания) с последующей экстраполяцией этого параметра на физико-химические свойства астаторганического соединения.
Определены температуры кипения алифатических соединений астата. Для ароматических соединений астата найдены теплоты испарения, температуры кипения, рефракции связи углерод-астати дипольный момент. Проведена экстраполяционная оценка геометрических параметров астата: ковалентный радиус — 1,52 Å, ван-дер-ваальсовый радиус — 2,39 Å, атомный радиус — 1,48 Å, ионный радиус Аt− — 2,39 Å, атомный объём — 27,72 м3/моль и межатомное расстояние С—Аt в астатароматике — 2,24 Å.
С помощью метода пиролиза, основанного на непосредственном изучении процесса термического разложения, экспериментально определены величины энергии разрыва химической связи углерод-астат (DC — At, ккал/моль) в ароматических производных астата: C6H5At = 44,9±5,1; в среднем для таких изомеров как AtC6H4CH3 =43,3±2,1, AtC6H4CF3 =42,3±2,1, AtC6H4F =43,0±2,2, AtC6H4Cl =41,9±2,1, AtC6H4Br =42,3±2,1. В н-пропиластатиде равна 38,6±2,5 ккал/моль, а в изо-пропиластатиде 36,3±2,3 ккал/моль.
При возгонке астата с серебряной фольги в плазму ионного источника масс-сепаратора на коллекторе была обнаружена ионизованная молекула астата — Аt2+. По экстраполяционным оценкам энергия диссоциации этой молекулы равна 55,4 ккал/моль, и она более устойчива, чем неионизованная. Существование молекулы астата — At2  при комнатной температуре маловероятно, так как её энергия диссоциации равна 27 ккал/моль. При введении галогенов в ионный источник масс-сепаратора на коллекторе были зафиксированы массы, соответствующие соединениям астата AtCl+, AtBr+ и AtI+.
Присутствие астата определяется по характерному альфа-излучению.

## Биологическая роль
Будучи схожим по химическим свойствам с иодом, астат крайне радиотоксичен.
Изотоп астат-211 — перспективный нуклид для создания радиофармацевтических препаратов (РФП). Это чистый альфа-излучатель с периодом полураспада 7,2 часа. Каждый акт распада изотопа астата-211 сопровождается испусканием альфа-частиц со средней энергией 6,8 МэВ. Длина их пробега в биологических тканях составляет всего 60 мкм (ЛПЭ — 70—160 кэВ/мкм), следовательно, ионизация происходит в малом объёме. При локализации астата в опухоли окружающие ткани не будут страдать от его радиоизлучения. Альфа-частицы астата-211 поражают примерно 3 клетки. Мощность дозы облучения в 1 грамме биологической ткани от источника астата-211 активностью 37 КБк при его равномерном распределении составляет около 4 миллирад/сек. Поглощённая доза в ткани после полного распада 37 КБк астата-211 — около 150 рад.
Астат, введённый в виде раствора астатида, подобно иоду, накапливается в щитовидной железе (что может быть использовано для лечения связанных с данным органом заболеваний), а введённый в виде радиоколлоида в основном концентрируется в печени. Уже первые исследования, проведённые сразу же после открытия астата-211, показали, что этот изотоп может быть использован в радиотерапии. Были получены астатированные протеины, лимфоциты и сложные биомолекулы.
Установлена высокая терапевтическая эффективность коллоида 211Аt-теллур in vivo при воздействии на клетки асцитного рака Эрлиха. Моноклональные антитела к различным видам опухолей, меченные астатом-211, целенаправленно доставляют радионуклид к органу, поражённому раковым образованием. Эффективным транспортным средством для целенаправленной радиотерапии меланомы (одного из наиболее злокачественных новообразований) является такое соединение, относящееся к фентиазиновым красителям, как метиленовый синий (МС) (тетраметилентионин), меченный астатом-211.
Присутствие астата определяется по характерному альфа-излучению, а также по гамма-излучению и излучению конверсионных электронов. В гамма-спектре препарата 211At пик 686 кэВ соответствует самому астату-211, а пики 569, 896 кэВ — дочернему 211Po.

## Изотопы
На 2023 год известны 39 изотопов астата с массовыми числами от 191 до 229, а также 24 метастабильных возбуждённых состояния ядер астата. Все они радиоактивны. Самые устойчивые из них (от 207At до 211At) имеют период полураспада больше часа (наиболее стабильны 210At, T1/2 = 8,1(4) часа, и 211At, T1/2 = 7,214(7) часа); однако в природных радиоактивных рядах они отсутствуют, а у трёх природных изотопов период полураспада не превышает минуты: 215At (0,10(2) мс, ряд урана-235), 218At (1,5(3) с, ряд урана-238) и 219At (56(3) с, ряд урана-235).